# Nolčovo
Nolčovo este o comună slovacă, aflată în districtul Martin din regiunea Žilina. Localitatea se află la altitudinea de 408 m deasupra n.m., se întinde pe o suprafață de 15,018 km2 și în 2017 număra 250 de locuitori. Se învecinează cu comuna Krpeľany.

## Istoric
Localitatea Nolčovo este atestată documentar din 1430.

## Demografie
| An:                | 1994 | 2004    | 2014   | 2024   |
| ------------------ | ---- | ------- | ------ | ------ |
| Număr de persoane: | 315  | 254     | 245    | 254    |
| Diferență:         |      | −19,36% | −3,54% | +3,67% |

| An:                | 2023 | 2024   |
| ------------------ | ---- | ------ |
| Număr de persoane: | 255  | 254    |
| Diferență:         |      | −0,39% |